# Tennessee-Klasse (1920)
Die Tennessee-Klasse war eine Klasse von Schlachtschiffen der United States Navy, die nach dem Ersten Weltkrieg in Dienst gestellt wurden und im Zweiten Weltkrieg zum Einsatz kamen.

## Allgemeines
Die Schiffe dieser Klasse waren die ersten Schlachtschiffe, die mit einer neuen Struktur gebaut wurden, welche die aus der ersten Hälfte des Ersten Weltkriegs, insbesondere aus der Skagerrakschlacht, gewonnenen Erfahrungen berücksichtigte. Als Ergebnis zahlreicher Tests und Berechnungen war die Unterwasserpanzerung deutlich stärker als bei vorherigen Schlachtschiffen. Die Schiffe der Tennessee-Klasse und der ihr nachfolgenden fast baugleichen Colorado-Klasse gelten heute als die US-Schlachtschiffe mit dem besten Unterwasserschutz, da das zum Schutz gegen Torpedotreffer entwickelte, aus mehreren hintereinander gestaffelten leeren oder mit Flüssigkeit gefüllten Kammern bestehende System in die späteren, auf hohe Geschwindigkeit ausgelegten schmalen Rümpfe der schnellen Schlachtschiffe nicht mehr eingebaut werden konnte.
Ein weiterer Vorteil im Vergleich zu früheren Schiffen war die Möglichkeit, die schweren Geschütze bis 30 Grad nach oben zu richten, ca. doppelt so hoch wie vorher. Dies vergrößerte die Reichweite dramatisch und die Schiffe konnten weit über den Horizont hinausschießen. Dadurch konnte der Vorteil der von nun an Standard werdenden mitgeführten Aufklärungsflugzeuge voll ausgenutzt werden. Ansonsten bestand die Hauptbatterie wie bei den vorhergehenden Schiffen der Pennsylvania- und New-Mexico-Klasse aus zwölf 14-in-(356-mm)-Geschützen in vier Drillingsgeschütztürmen. Als Sekundärbatterie waren vierzehn in Kasematten liegende 5-in-(127-mm-)Geschütze der Kaliberlänge 51 gegen Seeziele eingebaut, und erstmals bekamen sowohl die Haupt- als auch Sekundärgeschütze eigene Feuerleitstellen. Mit acht 5-in-Geschützen der Kaliberlänge 25, die die älteren 3-in-(76,2-mm)-Fla-Geschütze ersetzten, wurde eine starke Flak-Bewaffnung installiert.
Durch ihr charakteristisches Aussehen mit den zwei großen Gittermasten waren sie in der Bevölkerung zusammen mit den Schiffen der Colorado-Klasse als die Big Five bekannt.

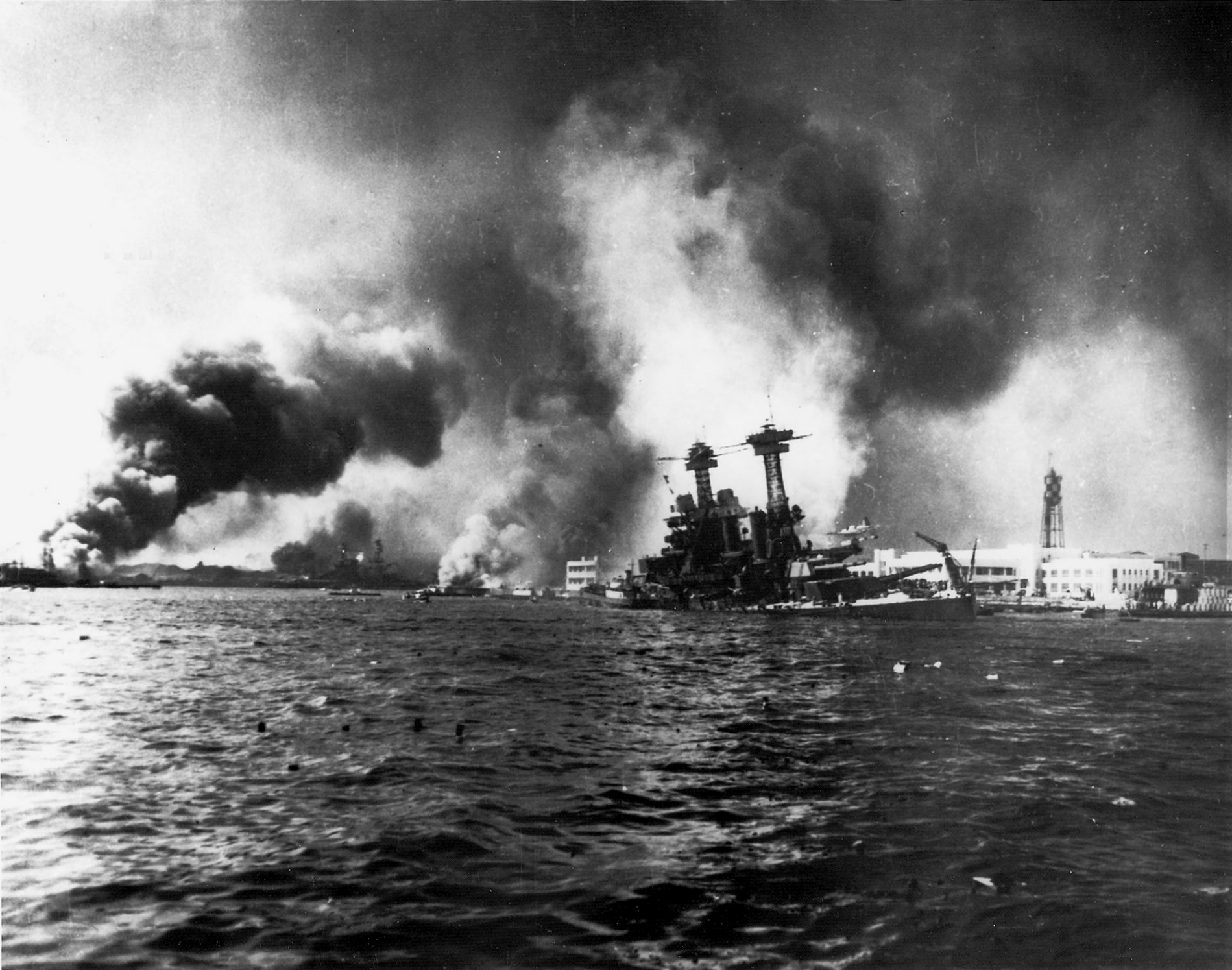
Die sinkende USS California in Pearl Harbor

Beide Schiffe der Klasse befanden sich am 7. Dezember 1941 im Hafen von Pearl Harbor. Bei dem japanischen Angriff auf Pearl Harbor wurde die Tennessee beschädigt und die California versenkt, sie konnte jedoch später im März 1942 wieder gehoben werden. Im Verlauf der Reparaturarbeiten wurden die Schiffe generalüberholt: Ihr Aufbau wurde komplett verändert, die Panzerung verstärkt sowie größere Stabilität bei schlechter See ermöglicht. Außerdem wurden die vorhandenen unterschiedlichen 5-in-Geschütze entfernt und durch eine einzige einheitliche Batterie aus neuen 5-in-Mehrzweckgeschützen der Kaliberlänge 38 in Doppeltürmen ersetzt, die gleichermaßen zur Bekämpfung von See- und Luftzielen geeignet waren. Die Gittermasten wurden komplett entfernt.
Kampfeinsätze für die Schiffe gab es unter anderem bei der Schlacht um Guam, Okinawa oder den Kämpfen bei den Aleuten. Die Schlachtschiffe gaben hierbei meist Feuerschutz für die landenden Truppen und zerstörten Bunker, Geschütze und blockierten Flugplätze. Die Tennessee war während der See- und Luftschlacht im Leyte-Golf an dem letzten Aufeinandertreffen von Schlachtschiffen in der Geschichte in der Schlacht in der Surigaostraße beteiligt.

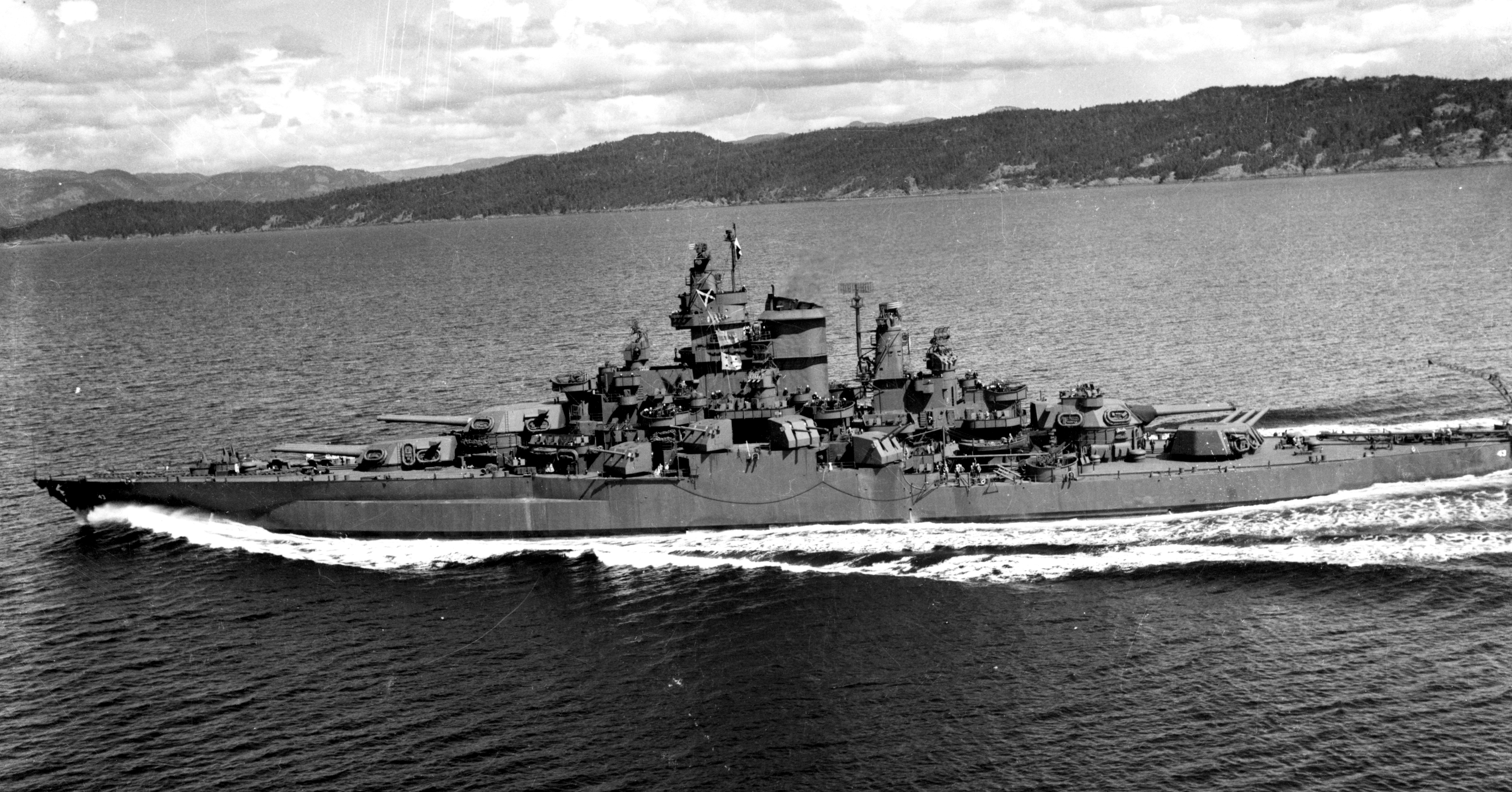
Die USS Tennessee nach ihrem Umbau 1943

Die Tennessee-Klasse war Teil des „Standard type battleship“-Konzepts der USA, das eine relative Gleichförmigkeit der Schlachtschiffe vorsah, um Manöver zu vereinfachen. Es mussten zum Beispiel nicht verschiedene Taktiken und Aufstellungen entwickelt werden, um sie an unterschiedliche Bewaffnungen und Geschwindigkeiten anzupassen. Außerdem konnten die Taktiken standardisiert und auf andere Klassen übertragen werden. Die anderen Klassen dieses Konzepts waren die Nevada-, Pennsylvania-, New-Mexico- und die Colorado-Klasse.
Die US-Theorie, die stark von Alfred Thayer Mahan beeinflusst wurde, sah es als wichtiger an, über starke Bewaffnung zu verfügen, da der Feind sich beim Vorstoß auf wichtige Ziele den Amerikanern sowieso stellen müsste und dann von der überlegenen Feuerkraft besiegt würde. Das Verfolgen und Jagen feindlicher Schlachtschiffe spielte nur eine untergeordnete Rolle.

## Einheiten
| Name               | Bauwerft                               | Kiellegung       | Stapellauf        | Indienststellung | Außerdienststellung | Verbleib                  |
| ------------------ | -------------------------------------- | ---------------- | ----------------- | ---------------- | ------------------- | ------------------------- |
| Tennessee (BB-43)  | New York Naval Shipyard, New York City | 14. Mai 1917     | 30. April 1919    | 3. Juni 1920     | 14. Februar 1947    | 1959 zum Abbruch verkauft |
| California (BB-44) | Mare Island Naval Shipyard, Vallejo    | 25. Oktober 1916 | 20. November 1919 | 10. August 1921  | 14. Februar 1947    | 1959 zum Abbruch verkauft |